# Jacques Amzand
Jacques Amzand is een Surinaams dammer. Hij werd damkampioen van Suriname en van Aruba.

## Biografie
Jacques Amzand begon in de jaren 1930 met dammen en was een van de beste dammers van Suriname, naast met name Leo Duiker en Bartje Jessurun. In de jaren 1940 was hij voor werk in Aruba. Omdat Duiker en Jessurun zich op dat moment ook in het buitenland bevonden, betekende dit een periode van teruggang van het dammen in Suriname. In 1953 werd hij damkampioen van Aruba. Vervolgens ging hij als vertegenwoordiger van Aruba de tweekamp aan tegen de kampioen van Suriname van 1952, Louis Sen A Kauw. Amzand verloor deze strijd kansloos. In 1953 keerde hij terug naar zijn geboorteland.
In 1956 won hij het Surinaams kampioenschap, waardoor hij als enige van beide landen kampioen werd. In 1956 ging hij naar het Wereldkampioenschap dammen in Nederland, als eerste Surinamer die zijn land in het buitenland vertegenwoordigde. In een veld van 19 dammers bereikte hij hier de 13e plaats. In 1968 kwam hij niet verder dan de laatste plaats van de nationale lijst op nummer 6.
In 1959 won hij het kandidatentoernooi en kon hij tegen de landskampioen Louis Sen A Kauw uitkomen om de landstitel. Sen A Kauw kwam echter niet opdagen, waardoor de titel zonder strijd naar Amzand ging. In 1960 werd hij uitgeroepen tot nationaal grootmeester. In 1962 won hij eerst het kandidatentoernooi en vervolgens van de titelverdediger Adjiedj Bakas. Later dat jaar werd opnieuw een landskampioenschap gehouden. Hij verloor de titel toen echter van het 19-jarige talent Jules Valois Smith.

## Palmares
- 1953  Arubaans kampioenschap
- 1956  Surinaams kampioenschap
- 1956 13e Wereldkampioenschap dammen, diverse plaatsen in Nederland
- 1959  Surinaams kampioenschap
- 1962'  Surinaams kampioenschap
- 1962"  Surinaams kampioenschap, voor de tweede maal in hetzelfde jaar